# ブレイクスルー賞
ブレイクスルー賞（ブレイクスルーしょう 英: Breakthrough Prize）は、自然科学における進歩を称える国際的な学術賞の総称で、以下の3賞で構成する。
- 基礎物理学ブレイクスルー賞（Breakthrough Prize in Fundamental Physics）- 2012年創設
- 生命科学ブレイクスルー賞（Breakthrough Prize in Life Sciences）- 2013年創設
- 数学ブレイクスルー賞（Breakthrough Prize in Mathematics）- 2014年創設

候補は自薦を除くオンライン公募で集めて、受賞者の選考は前年度までの受賞者らで構成する選考委員会が行う。
創設の経緯には、先に「ブレークスルー」をいくつか考案して資金を提供したユーリ・ミルナーとジュリア・ミルナー夫妻の取り組みがあり、当初からブレークスルー・イニシアティブおよび同ジュニア・チャレンジを併設していた。
やがてミルナー夫妻にセルゲイ・ブリンとアン・ウーチツキ夫妻、マーク・ザッカーバーグとプリシラ・チャン夫妻、ジャック・マーとキャシー・チャン（張瑛）夫妻が創設者に加わる。運営主体「ブレイクスルー賞財団」は前出のそれぞれの人物と、馬化騰（Ma Huateng）も加わって個人的に資金を拠出した非営利団体である。初回授賞式は2013年3月20日にスイスのジュネーブで催した。
各賞とも副賞の総額300万ドルが授与される。受賞トロフィーは金属の彫刻で、オラファー・エリアソンが制作した。ブラックホールや銀河、貝殻、DNAの二重螺旋など、自然界に見られる形から着想を得ており、数学的なトーラス曲面（トロイド）をかたどった。
「科学のアカデミー賞」とも称される本賞は、科学者の功績を称えるため年次授賞式に芸能界や科学技術界の著名人を多数招いて、テレビ中継する。また既に賞を授けた科学者が後年、新しい発見をした場合は複数年の授賞も考慮される。
名前の由来は、「新しい発見」や「飛躍的な進歩」を意味する名詞の〈ブレイクスルー〉（英語: Breakthrough）。特定の数学者に献名したわけではない。

## トロフィー
トロフィー制作者オラファー・エリアソンは芸術と科学の共通点を探求した。大まかにトロイドをかたどり、ブラックホールや銀河から、貝殻やDNAの螺旋に至るまで、自然界に見られる形態を想起させる。

## 授賞式
2025年4月5日の式典はカリフォルニア州サンタモニカのバーカー・ハンガーで行われ、ジェームズ・コーデンが司会を務め、ケイティ・ペリーやシーアがパフォーマンスを披露した。
| 回 | （式の名称）                      | 日付            | 年度      | 司会者               | テレビ局                                                                                          | 会場                                                               |
| -- | --------------------------------- | --------------- | --------- | -------------------- | ------------------------------------------------------------------------------------------------- | ------------------------------------------------------------------ |
| 1  | 2013年基礎物理学 ブレイクスルー賞 | 2013年3月20日   | 2012      | モーガン・フリーマン | —                                                                                                 | スイス、ジュネーブ                                                 |
| 2  | 2014年ブレイクスルー賞            | 2013年12月12日  | 2013      | ケヴィン・スペーシー | サイエンス・チャンネル                                                                            | カリフォルニア州 マウンテンビュー ハンガー・ワン                   |
| 3  | 2015年ブレイクスルー賞            | 2014年11月9日   | 2014      | セス・マクファーレン | ディスカバリーチャンネル & サイエンス・チャンネル（アメリカ放映） BBCワールドニュース（世界配信） | カリフォルニア州 マウンテンビュー ハンガー・ワン                   |
| 4  | 2016年ブレイクスルー賞            | 2015年11月8日   | 2015      | セス・マクファーレン | ナショナル ジオグラフィック・チャンネル FOX                                                       | カリフォルニア州 マウンテンビュー ハンガー・ワン                   |
| 5  | 2017年ブレイクスルー賞            | 2016年12月4日   | 2016      | モーガン・フリーマン | ナショナル ジオグラフィック・チャンネル FOX                                                       | カリフォルニア州 マウンテンビュー ハンガー・ワン                   |
| 6  | 2018年ブレイクスルー賞            | 2017年11月3日   | 2017      | モーガン・フリーマン | ナショナル ジオグラフィック・チャンネル                                                           | カリフォルニア州 マウンテンビュー ハンガー・ワン                   |
| 7  | 2019年ブレイクスルー賞            | 2018年11月4日   | 2018      | ピアース・ブロスナン | ナショナル ジオグラフィック・チャンネル                                                           | カリフォルニア州 マウンテンビュー ハンガー・ワン                   |
| 8  | 2020年ブレイクスルー賞            | 2019年11月3日   | 2019      | ジェームズ・コーデン | ナショナル ジオグラフィック・チャンネル                                                           | カリフォルニア州 マウンテンビュー ハンガー・ワン                   |
| 9  | 2023年ブレイクスルー賞            | 2023年4月15日   | 2020–2022 | ジェームズ・コーデン | YouTube                                                                                           | カリフォルニア州ロサンゼルス市 ハリウッド、アカデミー映画博物館    |
| 10 | 2024年ブレイクスルー賞            | 2024年月4月13日 | 2023      | ジェームズ・コーデン | YouTube                                                                                           | カリフォルニア州ロサンゼルス市 ハリウッド、アカデミー映画博物館    |
| 11 | 2025年ブレイクスルー賞            | 2025年月4月12日 | 2024      | ジェームズ・コーデン | YouTube                                                                                           | カリフォルニア州ロサンゼルス市 サンタモニカ空港 バーカー・ハンガー |
| 12 |                                   |                 |           |                      |                                                                                                   |                                                                    |

## エピソード
2025年の式典で物理学賞の授与者をエドワード・ノートンと共に発表したセス・ローゲンは、台本にないジョークを飛ばして注目を集めた。第二次ドナルド・トランプ政権の科学政策をまな板にあげ、ブレイクスルー賞に関係のあるハイテク系のオリガルチの一部を標的にした。
述べた内容は右のとおり。
……それに、この部屋にいる他の皆さんも先週、アメリカの科学のすべてを一人で破壊した男の選出を支援したとは驚くしかありませんな」
（中略）3億2000万ドルあればどれほど多くの優れた科学をあっという間に破壊できるか、それにRFKジュニアさんには呆気に取られました。—
これらコメントは編集され、1週間後に公開された YouTube 放映では流れていない。ブレイクスルー賞財団の広報担当者は、「今年の授賞式はここ数年よりも長引いたせいで、当初予定の上映時間に間に合わせて、複数の編集をした」。その他のどの部分も編集でカットしたかどうか、不明である。